# Ralf Brueck

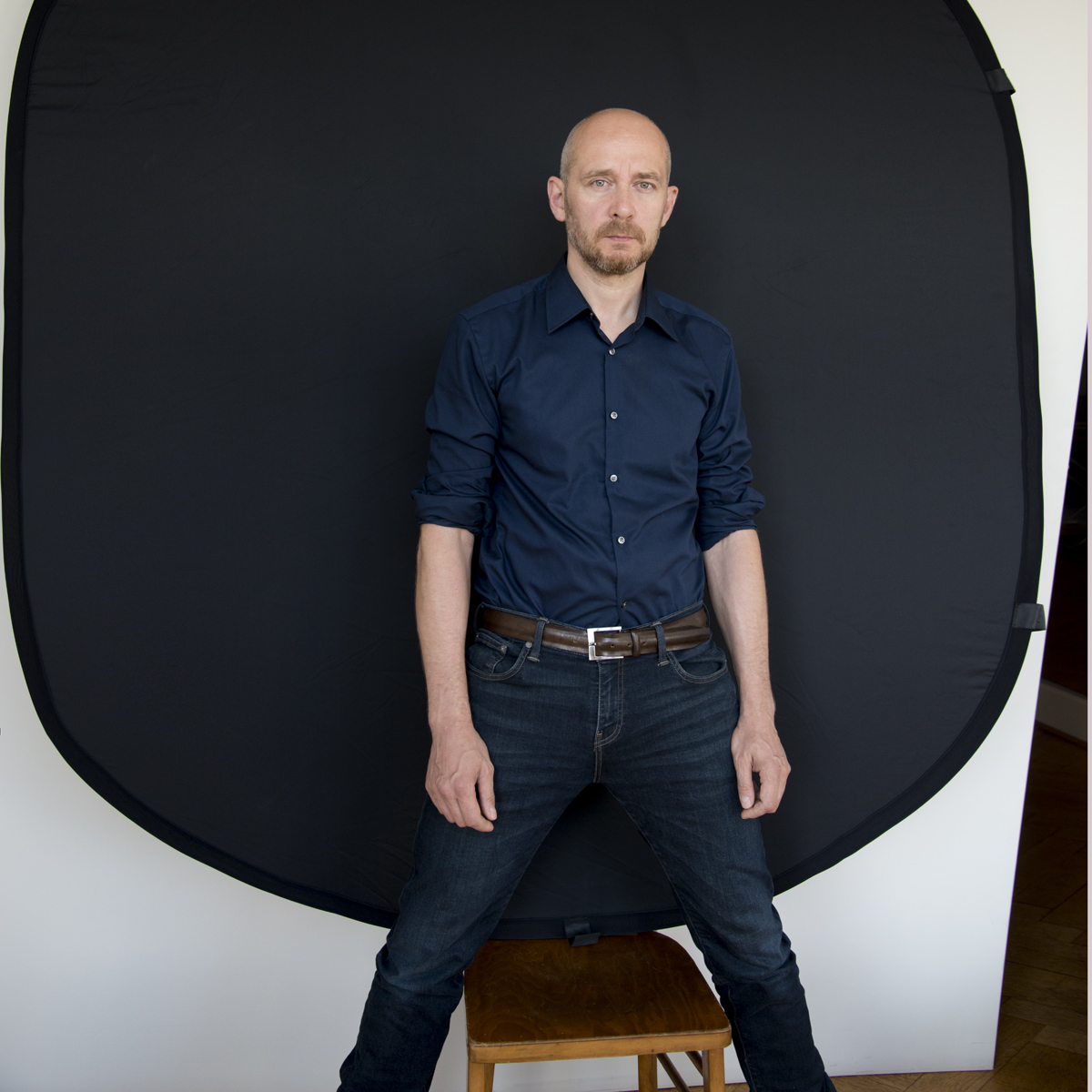
Ralf Brueck

Ralf Brueck (* 1966 in Düsseldorf-Pempelfort) ist ein deutscher Fotokünstler. Er ging aus der Düsseldorfer Photoschule hervor, hat sich aber von dieser fortentwickelt.

## Leben
Der seiner Heimat verbundene Ralf Brueck wuchs im – wie er sagt – von Gentrifizierung bedrohten, eigentlich sozial „durchwachsenen“ Düsseldorfer Stadtteil Pempelfort auf. Er studierte von 1995 bis 2002 an der Kunstakademie Düsseldorf, zunächst in der Fotoklasse von Bernd Becher und gehörte somit zu den letzten Studenten von Bernd und Hilla Becher, den „Chronisten der Industriearchitektur“. Als die Becherklasse ohne Professor war, wechselte Brueck im Jahr 2000 zu dem gerade an die Akademie gekommenen Thomas Ruff, der selbst bei den Bechers ausgebildet worden war, und fand es spannend, zu jemandem zu gehen, der noch mit keiner bestimmten Ausrichtung in Verbindung gebracht werden konnte und vielleicht mit völlig neuen Ideen aufwarten würde. Brueck wurde ab 2002 dessen Meisterschüler, und Ruff zeigte ihm die Wichtigkeit eigener künstlerischer Haltung auf, was seither Bruecks oberste Prämisse ist. 2003 schloss er sein Studium in Düsseldorf mit dem Diplom („Akademiebrief“) ab. Danach wurde Brueck mit dem Villa-Romana-Stipendium bedacht und lebte zwölf Monate lang in Florenz. Zwischen 2005 und 2011 folgten mehrere Auslandsaufenthalte in Europa, Asien und den USA.
Zweimal hat Ralf Brueck die USA bereist, monatelang und querfeldein.
Zu seinen Vorbildern zählen neben seinen Düsseldorfer Lehrern nun auch amerikanische Lichtbildner der sogenannten „New Color Photography“ wie William Eggleston und Stephen Shore. Seine eigenen Arbeiten standen anfangs noch in Verbindung mit der Düsseldorfer Photoschule und der amerikanischen New Topographic Movement, doch die Auseinandersetzung mit der amerikanischen Fotografie-Szene verschaffte ihm die Erkenntnis, dass deren Vertreter viel freier arbeiten als es Brueck in der Düsseldorfer Photoschule möglich gewesen war. Dazu meinte der Künstler: „Ich wollte einfach die Grenzen des Fotografiebegriffs, wie er für mich gilt, erweitern […].“ Gelungen ist ihm dies, indem er begann, moderne Bildbearbeitungstechniken einzusetzen. Auf diese Weise wird die gescannte analoge Aufnahme mit verschiedenen Tools immer weiter bearbeitet und ihrer optischen Bestimmung zugeführt. „Diese Tools“, erläuterte Brueck im Interview, „sind ja genauso wie ein Maler verschiedene Tools hat, indem er Spatel benutzt, mehrere Male Farbe aufträgt, um sein Bild dahin zu bringen, wie er es gerne hätte.“ In diesem Sinne beeinflussen ihn die Maler Lucian Freud und Raymond Pettibon oder auch der interdisziplinär kreative Jonathan Meese.

## Werk
Herrschte in seinen frühen Fotografien noch ein durch die Düsseldorfer Photoschule und die amerikanische New Topographic Movement geprägter konzeptioneller Ansatz (z. B. Fotos von Nachkriegs-Kircheninterieurs im Rheinland), kam es nach dem Studium – vor allem durch seine Auslandsaufenthalte – zu eher mit Farbe und Form experimentierenden Bildern. Bruecks Arbeiten, auf denen Menschen selten zu sehen sind, einer bestimmten Gattung zuzuordnen, würde ihnen nicht gerecht werden. Weder sind sie reine Architekturfotografie, noch bloße Landschaftsbilder, noch Detailaufnahmen – obwohl sie deren Elemente beinhalten. Vielmehr mischen sich in Bruecks Aufnahmen dokumentarische und inszenierte Momente: auf den ersten Blick bildet Brueck die genaue Realität ab. Auf den zweiten Blick geschieht dies aber auf eine sehr artifizielle Weise, da sich der vermeintliche „Schnappschuss“ schnell als gezielt austarierte Bildkomposition entpuppt. Werden Bildausschnitte gezeigt, sind es Fokussierungen auf Details, die – wären sie im Gesamtzusammenhang abgebildet – mitunter unscheinbar wären und nicht sonderlich beachtet würden. Durch die Hervorhebung entwickeln sie eine eigene Ästhetik, die der Betrachter so als „abstrakte“ innere Wirklichkeit hinnehmen kann. Alternativ kann er sich über sie hinwegsetzen und sich über die „echte“ äußere Wirklichkeit Gedanken machen. Oder er versucht, beides miteinander zu verknüpfen. Die Münchener Kunsthistorikerin Anna Wondrak resümiert, Brueck zeige „eine Schönheit der alltäglichen Dinge, für die wir in der Hektik des täglichen Lebens oftmals kein Auge mehr haben“.
Seit 2009 befasst er sich mit digitalen Bildeingriffen. Die seit 2011 in seinem Hauptwerk zunehmend drastischer auftretenden Eingriffe gehören in die Serie „Distortion“. Die popkulturelle Verankerung dieser Arbeit spiegelt sich auch in Bildtiteln wie „Personal Jesus“, „Pink Mist“, „Transmission“ und „You don’t look so good“ wider. Durch digitale Pinselstriche dekonstruiert Brueck das entstandene ursprüngliche Foto und entfremdet es mehr und mehr von seiner Herkunft. Er malt sozusagen virtuell um, was zuvor eine Wiedergabe der Wirklichkeit war. Dabei sind seine Arbeitsschritte wohl durchdacht. Aus der Fotografie ist auf diese Weise letztendlich ein Bild im Sinne eines Gemäldes geworden.
Seine jüngste Werkserie „Synthese“ (öffentlich gezeigt 2019) besteht aus landschaftlichen, geologischen und floristischen Aufnahmen, die nach seiner Methode verfremdet wurden. Mit einer „waghalsigen Farbpalette“ erzeugt er „ungesehene Vorstellungswelten“, die stark in Richtung Künstlichkeit tendieren und wiederum der Popkultur nahe stehen. In der Ausstellungsankündigung heißt es: „Mit seinen farbintensiven, freien und emotionalen Aufladungen von Landschaft geht es weniger um Fake-Fotografie oder digitale Manipulation, denn um eine Freiheit des künstlerischen Bildes, wie sie einst die Expressionisten propagierten und in der bei Bedarf die Sonne auch ‚grün‘ fotografiert werden kann.“

## Ausstellungen

### Einzelausstellungen
- 2000: Kunstverein Arnsberg, Arnsberg
- 2006: Finnlandfotos1, Goethe-Institut Helsinki, Finnland
- 2006: … im Ernst, Rheinisches Landesmuseum Bonn, Bonn
- 2008: que onda guero, galerie januar e.V., Bochum
- 2009: the good times are killing me, Galerie Pitrowski, Berlin
- 2009: w, aplanat Galerie für Fotografie, Hamburg
- 2009: pain is weakness leaving the body, the bakery, München
- 2009: ich liebe amerika und amerika liebt mich, Galerie Mülhaupt, Köln
- 2011: DISTORTION THREE, so what gallery, Düsseldorf
- 2011: DISTORTION THREE, Kunstverein Duisburg, Duisburg
- 2016: 99 Seconds of: Ralf Brueck, NRW-Forum Düsseldorf, Düsseldorf
- 2017: Gravity, TZR Galerie Karl Brückner, Düsseldorf
- 2018: Deconstruction, Kunst & Denker Contemporary, Düsseldorf
- 2019: Synthese, Kunst & Denker Contemporary, Düsseldorf

### Gruppenausstellungen
- 1996: 12 cm, Kunstakademie Düsseldorf, Düsseldorf
- 1997: Tongues of Fire, Kunstakademie Düsseldorf, Gent, Belgien, und Arnheim, Niederlande
- 1998: Sonderschau SK-Kultur auf der Art Cologne, Köln
- 2000: 53. Bergische Kunstausstellung, Museum Baden, Solingen
- 2001: 54. Bergische Kunstausstellung, Museum Baden, Solingen
- 2002: ....aus der Ruffklasse, Galerie Haus Schneider, Karlsruhe
- 2004: Villa-Romana-Stipendium: Preisträger, Florenz, Italien
- 2005: Festival Voies Off des Rencontres Photographiques d’Arles, Arles, Frankreich
- 2007: room X room, James Harris Gallery, Seattle WA, USA
- 2007: Die Tür für eine andere Zukunft aufmachen, Neues Problem, Berlin
- 2010: 2010 / 2010, Organhaus Art-Space, Chongqing, China
- 2012: Rethinking Reality, Kuckei + Kuckei, Berlin
- 2013: BLOG RE-BLOG, Signal Gallery, New York NY, USA
- 2014: BLOG RE-BLOG, Austin Center for Photography, Austin TX, USA
- 2020 Subjekt und Objekt, Kunsthalle Düsseldorf, Germany

## Auszeichnungen
- 2001: Leo-Breuer-Förderpreis, Rheinisches Landesmuseum Bonn
- 2002: Hogan Lovells Kunstpreis
- 2004: Villa-Romana-Preis, Florenz, Italien

## Kunstbücher
- Ralph Goertz (Hrsg.): Ralf Brueck. Dekonstruktion, Distortion, DAF, Timecapsules. Beiträge von Stefan Gronert, Candida Höfer, Sabine Maria Schmidt. Wienand, Köln 2016, ISBN 978-3-86832-318-4.